# Mesene celetes
Mesene celetes is een vlindersoort uit de familie van de prachtvlinders (Riodinidae), onderfamilie Riodininae.
Mesene celetes werd in 1868 beschreven door H. Bates.